# Bains-sur-Oust
Bains-sur-Oust (bretonisch Baen-Ballon) ist eine französische Gemeinde mit 3521 Einwohnern (Stand: 1. Januar 2022) im Département Ille-et-Vilaine in der Region Bretagne. Die Gemeinde gehört zum Arrondissement Redon und zum Kanton Redon. Die Einwohner werden Bainsois genannt.

## Geografie
Auf der westlichen Gemeindegrenze von Bains-sur-Oust zum Département Morbihan verläuft der Fluss Oust, in den hier der Aff mündet. Umgeben wird Bains-sur-Oust von den Nachbargemeinden Cournon und Sixt-sur-Aff im Norden, Renac im Nordosten, Sainte-Marie im Osten und Südosten, Redon im Süden, Saint-Perreux im Südwesten, Saint-Vincent-sur-Oust im Westen sowie La Gacilly im Nordwesten.

## Geschichte
834 wird der Ort als Antiqua ecclésia Bains erwähnt. 

### Bevölkerungsentwicklung
| 1962 | 1968 | 1975 | 1982 | 1990 | 1999 | 2006 | 2017 |
| ---- | ---- | ---- | ---- | ---- | ---- | ---- | ---- |
| 2081 | 2100 | 2400 | 2610 | 2815 | 3021 | 3318 | 3478 |

## Sehenswürdigkeiten
- Kirche Saint Jean-Baptiste
- Kapelle Saint-Laurent aus dem 15. Jahrhundert
- Kapelle Saint-Marcellin, im einfach-romanischen Stil erbaut, 1945 wiedererrichtet

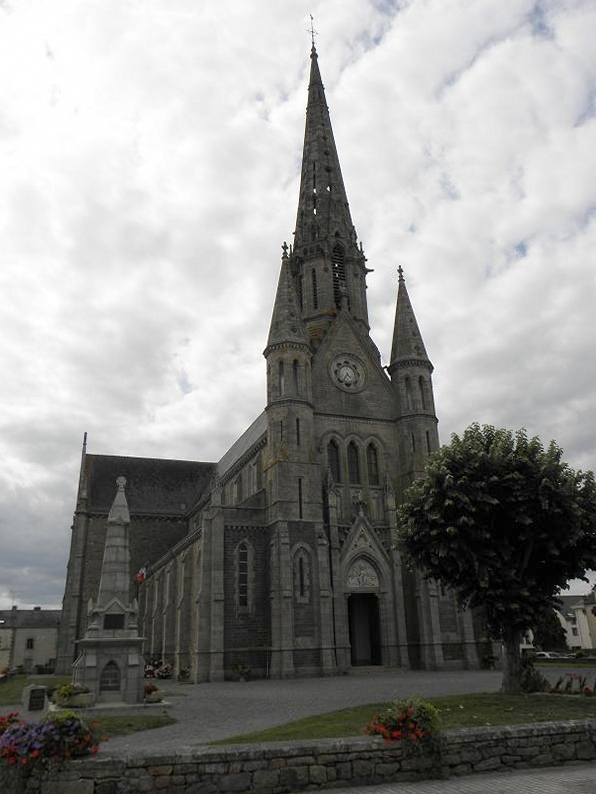
Kirche Saint-Jean-Baptiste

- Kapelle Saint-Méen
- Grotte